# اوه خدای من!
اوه خدای من! (به هندی: OMG – Oh My God!) فیلمی محصول سال ۲۰۱۲ و به کارگردانی اومش شاکلا است. در این فیلم بازیگرانی همچون آکشی کومار، پارش راوال، میتون چاکرابورتی، اوم پوری، تیسکا چوپرا، پونام جهاور، آپوروا آرورا ایفای نقش کرده‌اند.
دنباله معنوی این فیلم اوه خدای من ۲ است. او خدای من 2نمره بهتری نسبت به او خدای من 1از نظر منتقدان گرفته است

## داستان
کانجی لالجی مهتا(پارش راوال) صاحب یک مغازه است، با اینکه او از فروش مجسمه های مذهبی کسب درآمد می کند اما اعتقادی به آن ندارد.یک روز ناخواسته در یک مراسم مذهبی کاری می کند که مراسم به هم بخورد و راهب ها به او می گویند مورد عذاب قرار خواهد گرفت.روز بعد مغازه اش در اثر زلزله خراب می شود اما او خیالش راحت است چون مغازه بیمه است، اما پس از مراجعه به شرکت بیمه متوجه می شود بلایای طبیعی مورد پوشش بیمه قرار نمی‌گیرد و بیمه به او خسارتی نمی‌دهد.کارکنان بیمه به او می گویند شاید نفرین الهه‌ها باعث این مسئله شده است.
کانجی تصمیم می گیرد تا به دادگاه برود و از همه الهه‌ها، معابد و در نتیجه راهب ها شکایت کند.هیچ وکیلی حاضر به وکالت او نمی‌شود پس او خودش وکالتش را برعهده می گیرد.در ابتدا کسی او را جدی نمی‌گیرد اما در نهایت دادگاه قبول می کند شکایت او مورد بررسی قرار گیرد و راهبان و مبلغان مذهبی را به دادگاه احضار می کند در هنگام خروج از دادگاه مردم خشمگین به او حمله می کنند ولی یک موتورسوار ناشناس به نام کریشنا(آکشی کومار) جان او را نجات می دهد، خانواده اش او را به خاطر ترس از جانشان و نداشتن امنیت ترک می کنند.روز بعد کریشنا به خانه ی او می آید و می گوید خانه را خریده است ولی اجازه می دهد کانجی در این خانه زندگی کند.در مدت برگزاری دادگاه کریشنا به کانجی مشاوره می دهد و درنهایت کانجی در دادگاه پیروز می شود اما او دچار حمله قلبی می شود و فلج می شود اما کریشنا او را شفا می دهد و به او می گوید همان کریشنا مقدس است که به کمک کانجی آمده است.